# Jesús Candelas
Jesús Candelas Rodrigo (Madrid, 7 ottobre 1957) è un allenatore di calcio a 5 spagnolo.

## Palmarès

### Allenatore

#### Competizioni nazionali
- Campionato spagnolo: 5

Inter: 2001-2002, 2002-2003, 2003-2004, 2004-2005, 2007-2008
- Coppa di Spagna: 5

Segovia: 1998
Inter: 2001, 2004, 2005, 2007
- Supercoppe di Spagna: 5

Inter: 2001, 2002, 2003, 2005, 2007

#### Competizioni internazionali
- Coppa UEFA: 2

Inter: 2003-2004, 2005-2006
- Coppe Intercontinentali: 4

Inter: 2005, 2006, 2007, 2008
- Copa Iberica: 2

Inter: 2003, 2005